# IIII - The Album of Labour
IIII - The Album of Labour è un album in studio del gruppo musicale Veni Domine, pubblicato nel 2004 dalla Rivel Records.

## Tracce
1. Waiting for the Bloodred Sky – 4:59
2. Eli Lema Sabachtani – 5:11
3. Doom of Man – 4:31
4. River of Life II – 4:20
5. Inner Circle – 4:28
6. Deep Down Under – 6:10
7. The Healing the Mystery – 6:17
8. River of Life IIII – 3:18
9. Voice of Creation – 4:22
10. Healers Face – 5:06
11. River of Life I – 7:56

## Formazione
- Fredrik Sjöholm - voce
- Torbjörn Weinesjö - chitarra
- Gabriel Ingemarson - basso
- Thomas Weinesjö - batteria
- Mattias Cederlund - tastiera